# Ali Aghamirzaei Jenaghrad
Ali Aghamirzaei Jenaghrad, né le 4 mars 1993 à Bandar Anzali, est un céiste iranien. Il représente l'Iran aux Jeux olympiques en 2020 à Tokyo et en 2024 à Paris en canoë (1 000 mètres).

## Biographie
Ali Aghamirzaei Jenaghrad est né le 4 mars 1993 à Bandar Anzali en Iran.

### Jeux olympiques
Il représente l'Iran aux Jeux olympiques en 2020 à Tokyo et en 2024 à Paris en canoë (1 000 mètres).